# Georges Frey (Musiker)

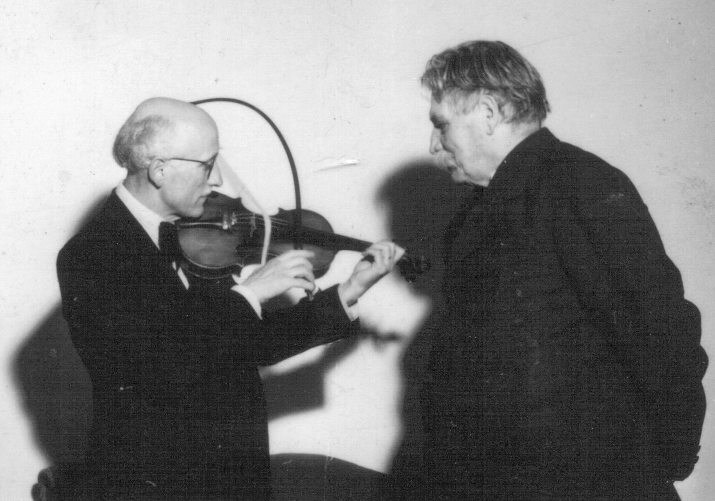
Georges Frey demonstriert Albert Schweitzer seinen Rundbogen

Georges Frey (2. August 1890 – 7. Oktober 1975) war ein französischer Geiger, Bratschist und ein Spezialist des Rundbogenspiels. Er ist der Vater des Pianisten und Organisten Jean-Claude Frey.

## Biographie
Georges Freys frühe Jahre sind überliefert durch seine Erinnerungen. In Mülhausen am 2. August 1890 geboren, erhielt er seine ersten Geigenstunden bei einem ehemaligen Schüler von Joseph Joachim. Nach seinem Abitur in Latein und Griechisch ging er nach Paris, um seine Violinstudien bei Daniel Herrmann fortzusetzen. Frey erhielt ebenso private Unterrichtsstunden bei Henri Berthelier, ein Schüler von Joseph Lambert Massart und Professor am Conservatoire in Paris. Zu Beginn des Jahres 1914 ging Georges Frey nach Berlin, auf Empfehlung des schweizerischen Komponisten Hans Huber, um bei Henri Marteau an der Hochschule für Musik zu studieren. Aufgrund der politischen Unruhen war er gezwungen, vorzeitig nach Paris zurückzukehren. Dort erhielt er einige letzte Unterrichtsstunden bei Berthelier, der allerdings bereits durch einen Gehirntumor sehr geschwächt war.
1915 gehörte Georges Frey dem 30. Bataillon der 3. Kompanie an und kämpfte als Soldat in Schützengräben, wo er am 13. August 1916 durch die deutsche Artillerie verwundet wurde. Er überlebte aufgrund der außerordentlichen Fähigkeiten des Arztes Dr. André, der General Fochs persönlicher Chirurg war. Bei Kriegsende wurde Georges Frey Direktor des Konservatoriums in Mülhausen (1919–39), wo er die bekannte Konzertreihe 'Jeudis du Conservatoire' (Donnerstage des Konservatoriums) gründete, für die er führende Musiker wie die Mezzosopranistin Claire Croiza und den Komponisten Albert Roussel (mit dem er dessen Violinsonate No. 2 in A-Dur, Op. 28 aufführte) gewinnen konnte.
Im Januar 1933 erhielt Georges Frey eine Einladung von Albert Schweitzer, um in Straßburg dem Konzert des Geigers Rolph Schroeder, der die Sonaten und Partiten von Bach mit dem Rundbogen dort spielte, beizuwohnen. Frey besuchte dieses Konzert, allerdings mit einer «großen Skepsis». Doch nur acht Tage später hielt er seinen ersten eigenen Rundbogen in Händen, der dem Schroederschen Modell nachgebildet war. Von diesem Moment an ließ Frey nicht mehr nach, den Rundbogen aktiv zu propagieren, indem er viele Recitals in Frankreich und der Schweiz gab. Die freundschaftlichen Bande mit Albert Schweitzer beförderten seine Interpretationen der polyphonen Werke für Violine, wie auch seinen Erfindergeist, dem neue Modelle des Rundbogens entsprangen. Der Ausbruch des Zweiten Weltkriegs setzte dieser fruchtbaren Periode des Unterrichtens und Konzertierens ein Ende: Am 13. Dezember 1940 wurde die Familie Frey aus dem Elsass ausgewiesen, zwei ihrer Kinder fanden Zuflucht in der Nähe von Thoune in der Schweiz (Jean-Marie und Jean-Claude) und die anderen beiden in Clermont-Ferrand (Marianne und Michel). Das Arbeitsamt in Vichy vermittelte Frey trotzdem eine Tätigkeit als Geiger bei den ca. 30 Aufführungen von Arthur Honeggers Jeanne au bûcher.
Nach dem Krieg wurde Frey Kodirektor der neuen Musikschule, eine Stelle, die er bis zu seiner Pensionierung im Jahr 1955 innehatte. Er setzte seine Karriere als Sologeiger und Bratscher bis ungefähr 1962 fort. Seine Konzertprogramme beinhalteten verstärkt die Sonaten und Partiten von Bach, die er immer mit dem Rundbogen spielte, gemäß den interpretatorischen Philosophie seines Freundes Albert Schweitzer.

## Die Rundbögen von Georges Frey
Gemäß den Aussagen von Schweitzer wurde Freys erster Rundbogen in Kooperation mit einem schweizerischen Bogenbauer gebaut, der demjenigen von Rolph Schroeder ähnlich war. Andere Rundbogenmodelle folgten laut Alfred Koenig. Frey veränderte das Schroedersche Rundbogenmodell, indem er einen Mechanismus erfand, der eine Versteifung der rechten Hand und des Handgelenks aufgrund der Haarspannung verhindern sollte. Georges Frey besaß auch einen Vega Bach Bow, der vom dänischen Geigenbauer Knud Vestergaard gebaut wurde.

## Bibliographie
- Alberto Bachmann: An Encyclopedia of the Violin, tr. by F. H. Martens, New York, Appleton, 1925.
- Gustave Doret: Brief an Georges Frey, 16. Juli 1942, Archiv von Jean-Claude Frey.
- Georges Frey: De l'archet courbe à l'archet droit, Royaumont, 1962, Typoskript, Archiv von Jean-Claude Frey.
- Rudolf Gähler: Der Rundbogen für die Violine – ein Phantom?, Regensburg, ConBrio, 1997.
- Vincent d’Indy: Brief an Georges Frey, 10. Dezember 1924, Archiv von Jean-Claude Frey.
- Alfred Koenig: Brief an Georges Frey, 18. Februar 1953, Archiv von Jean-Claude Frey.
- Alfred Koenig: Brief an Georges Frey, 21. Februar 1953, Archiv von Jean-Claude Frey.
- Albert Schweitzer: Der runde Violinbogen, in: Schweizerische Musikzeitung, Zürich, 15. März 1933, 73. Jahrgang, Nr. 6, S. 197–203.
- Albert Schweitzer: Brief an Georges Frey, 10. Januar 1949, Archiv von Jean-Claude Frey.
- Albert Schweitzer: Les œuvres pour violon seul de Bach; de l'archet à utiliser pour leur exécution, in: Saisons d’Alsace, n. 2, 1950, S. 139–145.
- Knud Vestergaard: Rechnung an Georges Frey für einen Vega Bach Bow, Juni 1957, Archiv von Jean-Claude Frey.
- Knud Vestergaard: Brief an Georges Frey, 1. August 1957, Archiv von Jean-Claude Frey.
- Raoul Vidas: How Berthelier, of the Paris Conservatoire, taught the violin, in: Martens, Frederick H., String Mastery, Talks With Master Violinists, Viola Players and Violo

| Personendaten    | Personendaten                                                       |
| ---------------- | ------------------------------------------------------------------- |
| NAME             | Frey, Georges                                                       |
| KURZBESCHREIBUNG | französischer Geiger, Bratschist und Spezialist des Rundbogenspiels |
| GEBURTSDATUM     | 2. August 1890                                                      |
| STERBEDATUM      | 7. Oktober 1975                                                     |